# Escarpement de Fornax
Fornax Rupes
Pour les articles homonymes, voir Fornax.
L' escarpement de Fornax (désignation internationale : Fornax Rupes) est un escarpement situé sur Vénus dans le quadrangle de Ganiki Planitia. Il a été nommé en référence à Fornax, déesse romaine du foyer (four) et de la cuisson du pain.